# 컨스트럭트 클래식
컨스트럭트 클래식은 무료이고 오픈 소스인 DirectX 게임 제작 도구이다. 프로그래밍 언어를 몰라도, 끌어넣기와 사건(Event) 기반의 시각적인 프로그래밍 방식으로 손쉽게 게임을 만들수 있도록 하는 것을 목표로 삼고 있다. 혹은, 대부분의 경우에는 필요없지만 선택적으로 파이썬으로 스크립트를 작성할 수도 있다. 특징으로는 픽셀 셰이더로 효과를 낸다는 것과 동작 흐림, 배율 설정, 회전, PNG 투명 이미지 사용 등이 가능하다는 것, 객체(Object)마다 등록해 그에 해당하는 동작을 하게 되는 동작(Behavior) 체계, 50가지가 넘는 내장된 객체(Object) 등이 있다. 덧붙이자면, 내장된 동작 중 물리 동작(Physics Behavior)은 Box2D 라이브러리를 사용해 2D 물리엔진을 지원한다. 기본적으로 2D 게임 제작을 위한 프로그램이지만, 3D도 지원한다.

## 개발 주체
컨스트럭트는 학생으로 이루어진 Scirra팀에서 개발하고 있었으나, Scirra팀이 개발중이던 컨스트럭트 2를 상용 소프트웨어로 변경함에 따라, 기존의 GPL이던 컨스트럭트 0.X버전대는 자원 봉사자들에게 맡겨졌다. 또한, 0.99.97의 다음 판부터는 컨스트럭트 2와 구분짓기 위해 '컨스트럭트 클래식(Construct Classic)'이라는 이름으로 바뀌었다.

## 사건 체계
컨스트럭트 클래식에서 게임과 응용 프로그램을 프로그래밍하는데 있어서 첫 번째 방법은 '사건 시트'(event sheets)를 활용하는 것이다. 이 사건 시트는 프로그래밍 언어에서 쓰이는 소스 코드와 유사하다. 각각의 시트는 사건들의 목록을 가지고 있으며, 이 사건들은 조건(Condition)과 행위(Action)로 이루어져 있다. 조건이 충족되면 행위나 기능이 작동한다. OR, AND 나 하위 사건(sub-event) 같은 사건 논리는 훨씬 어려운 프로그래밍 언어를 몰라도 복잡한(혹은 정교한) 체계를 쉽게 만들도록 해준다. 그룹을 사용하면 여러개의 사건들을 묶어놓을 수 있고, 여러개의 사건을 한번에 활성화/비활성화할 수 있어 편리하다.
한 사건 시트 안에 다른 사건 시트를 포함하는 방식으로 한번 만들어둔 사건 시트를 게임의 여러 다른 부분에서 재활용할 수 있다. 이를 이용하면 같은 내용의 사건 시트를 여러개 만들지 않아도 된다.

## 개발
컨스트럭트 클래식은 오픈 소스 (GPL)로 개발되고 있고, 소스포지.넷에서 소스 코드를 호스팅하고 있다.

## 하드웨어 요구사항
- 마이크로소프트 윈도우 XP / 비스타 / 7
- DirectX 9 호환 그래픽 카드
  - 그래픽 카드가 픽셀 셰이더 2.0 이상을 지원한다면 이를 이용한 효과를 사용할 수 있지만, 필수는 아니다.